# Welsh Terrier
Der Welsh Terrier ist eine von der FCI anerkannte britische Hunderasse (FCI-Gruppe 3, Sektion 1, Standard Nr. 78).

## Herkunft und Geschichtliches
Der Welsh Terrier stammt aus Wales (walisisch: Daeargi Cymreig). Ursprünge dieses Hundetyps reichen bis in das 10. Jahrhundert. Seine Vorläufer wurden Black and Tan Terrier genannt, ab 1737 wird auch der Name Carnarvonshire Welsh Terrier erwähnt. Diese Hunde wurden vornehmlich für die Jagd auf Fuchs, Dachs und Otter gehalten. Die systematische Zucht der Rasse begann Anfang des 19. Jahrhunderts in England und führte 1886 zur Gründung des ersten Welsh Terrier Clubs, der den bis heute nur wenig veränderten Rassestandard setzte. Einige Verwirrung entstand dadurch, dass der Englische Kennel Club die Rasse zunächst zusammen mit dem Old English Wire Haired Black and Tan Terrier, einer heute ausgestorbenen, vom äußeren Erscheinungsbild ähnlichen Rasse, zuließ. Diese Rasse hat allerdings mit dem über Jahrhunderte in den abgeschiedenen walisischen Tälern entstandenen Welsh Terrier nichts zu tun. In Amerika wurde der Welsh Terrier daher noch bis 1901 unter dem Namen Old English Terrier geführt. Nach Deutschland gelangte der Welsh Terrier Anfang des 20. Jahrhunderts, im Jahr 1931 wurden die ersten Welsh Terrier im Klub für Terrier e. V. aufgenommen. Ursprünglich ein Jagdhund, wird der Welsh Terrier heute meist als Familien- und Begleithund gehalten, aber weiterhin auch jagdlich geführt.

## Beschreibung
Der Welsh Terrier zählt mit seinen 39 cm und bis 9,5 kg zu den mittelgroßen Hunden. Seine Haare, bestehend aus der Unterwolle und dem Drahthaar, die sogenannte „englische Jacke“, sind drahtig und dicht in den Farben: Schwarz und Lohfarben oder Schwarzgrau und Lohfarben. Zur Erhaltung des erwünschten Erscheinungsbildes muss das Fell 3- bis 4-mal im Jahr getrimmt, keinesfalls geschoren, werden; weitere Fellpflege, insbesondere duschen oder shampoonieren, ist weder erforderlich noch sinnvoll. Sein Aussehen ähnelt stark dem des deutlich größeren Airedale Terriers, eine enge Verwandtschaft besteht jedoch nicht. Sein allgemeines Erscheinungsbild wird im Rassestandard mit „forsch, geschickt, ausgewogen und kompakt“ beschrieben.

## Wesen
Das Wesen des Welsh Terrier kann meist als anhänglich, gehorsam und leichtführig beschrieben werden. Er vereint die Wesenseigenschaften fröhlich und launisch mit einer gewissen Unerschrockenheit und Furchtlosigkeit und zeigt sich selten scheu. Der Welsh Terrier darf dabei keinesfalls aggressiv sein, obwohl er sich jederzeit, wenn nötig, behaupten kann.

## Gesundheitsaspekte
Beim Welsh Terrier besteht eine Neigung zu einer genetisch bedingten Schwäche des Aufhängeapparates der Augenlinse und damit zu einer Linsenverlagerung, eventuell mit sekundärem Grünen Star. Zum Nachweis dieser Augenerkrankung gibt es einen Gentest.